# Кубок Верді
Кубок Верді (порт. Copa Verde de Futebol, дослівно перекладається як Зелений футбольний кубок) —  бразильський регіональний кубковий турнір, що розігрується між футбольними клубами Північного регіону, Центрально-західного регіону та штату Еспіриту-Санту. Турнір започаткований в 2014 році і проводиться під егідою Бразильської конфедерація футболу.
Володар Кубка Верді в перших двох розіграшах отримував місце в Південноамериканському кубку наступного року, а з 2016 перемога на турнірі надає право змагатися в Кубку Бразилії.

## Історія
У 2014 через рік після повернення до розіграшу Кубка Нордесте Бразильська конфедерація футболу створила новий регіональний турнір, Кубок Верді, в якому взяли участь 16 команд з 11 штатів. Назву турнір отримав на честь зелених тропічних лісів Амазонії, які в значній мірі покривають територію цих штатів.
У 2014 році чемпіоном першого розіграшу цього турніру стала столична команда «Бразіліа», що вилетіла ще в сезоні 2013 з Серії D і виступала на той момент тільки в чемпіонаті свого штату. Таким чином, «Бразіліа» в 2015 році стала одним з восьми бразильських клубів, які взяли участь у другому раунді Південноамериканського кубка.

## Система розіграшу
У кубку беруть участь 16 клубів, що зуміли відібратися за результатами чемпіонатів своїх штатів. Команди стартують в турнірі зі стадії 1/8 фіналу. Розіграш кубка проходить за Олімпійською системою у двоматчевому поєдинку аж до фіналу.

## Кількість команд по штатах
| Кількість команд | Федерація            | Спосіб відбору                        |
| ---------------- | -------------------- | ------------------------------------- |
| 3                | FPF (Пара)           | 1-а, 2-а і 3-я команди Ліги Параенсе  |
| 2                | FAF (Амазонас)       | 1-а і 2-а команди Ліги Амазоненсе     |
| 2                | FBF (ФО Бразиліа)    | 1-а і 2-а команди Ліги Бразільєнсе    |
| 2                | FMF (Мату-Гросу)     | 1-а і 2-а команди Ліги Мату-Гроссенсе |
| 1                | FFEA (Акрі)          | 1-а команда Ліги Акріану              |
| 1                | FES (Еспіриту-Санту) | 1-а команда Ліги Капішаба             |
| 1                | FAF (Амапа)          | 1-а команда Ліги Амапаенсе            |
| 1                | FFMS (Мараньян)      | 1-а команда Ліги Сул-Мату-Гроссенсе   |
| 1                | FFER (Рондонія)      | 1-а команда Ліги Рондоніенсе          |
| 1                | FRF (Рорайма)        | 1-а команда Ліги Рораїменсе           |
| 1                | FTF (Токантінс)      | 1-а команда Ліги Токантіненсе         |

## Фінали
| Рік  | Фінал       | Фінал              | Фінал               | Кількість учасників |
| Рік  | Переможець  | Рахунок            | Фіналіст            | Кількість учасників |
| ---- | ----------- | ------------------ | ------------------- | ------------------- |
| 2014 | Бразиліа    | 1:2 2:1 (пен. 7:6) | Пайсанду            | 16                  |
| 2015 | Куяба       | 1:4 5:1            | Клуб Ремо           | 16                  |
| 2016 | Пайсанду    | 2:0 1:2            | Гама                | 16                  |
| 2017 | Луверденсе  | 3:1 1:1            | Пайсанду            | 18                  |
| 2018 | Пайсанду    | 2:0 1:1            | Атлетіко Ітапемірін | 18                  |
| 2019 | Куяба       | 0:1 1:0 (пен. 5:4) | Пайсанду            | 24                  |
| 2020 | Бразильєнсе | 2:1 1:2 (пен. 5:4) | Клуб Ремо           | 24                  |
| 2021 | Клуб Ремо   | 0:0 0:0 (пен. 4:2) | Віла-Нова           | 24                  |
| 2022 | Пайсанду    | 0:0 1:1 (пен. 4:3) | Віла-Нова           | 17                  |
| 2023 | Гояс        | 2:0 2:1            | Пайсанду            | 24                  |
| 2024 | Пайсанду    | 6:0 4:0            | Віла-Нова           | 24                  |

## Титули

### По клубах
| Клуб                | Перемоги | 2-е місце | Роки перемог           | Роки поразок           |
| ------------------- | -------- | --------- | ---------------------- | ---------------------- |
| Пайсанду            | 4        | 4         | 2016, 2018, 2022, 2024 | 2014, 2017, 2019, 2023 |
| Куяба               | 2        | 0         | 2015, 2019             | —                      |
| Ремо                | 1        | 2         | 2021                   | 2015, 2020             |
| Бразиліа            | 1        | 0         | 2014                   | —                      |
| Луверденсе          | 1        | 0         | 2017                   | —                      |
| Бразильєнсе         | 1        | 0         | 2020                   | —                      |
| Гояс                | 1        | 0         | 2023                   | —                      |
| Віла-Нова           | 0        | 3         | —                      | 2021, 2022, 2024       |
| Гама                | 0        | 1         | —                      | 2016                   |
| Атлетіко Ітапемірін | 0        | 1         | —                      | 2018                   |

### По штатах
| Штат              | Перемоги | 2-е місце |
| ----------------- | -------- | --------- |
| Пара              | 5        | 6         |
| Мату-Гросу        | 3        | 0         |
| Федеральний округ | 2        | 1         |
| Гояс              | 1        | 3         |
| Еспіріту-Санту    | 0        | 1         |